# Георгіос Склавунос
Георгіос Склавунос (грец. Γεώργιος Σκλαβούνος, 16 жовтня 1868 — 1954) — грецький медик, професор Афінського університету, член Афінської академії наук.

## Біографічні відомості
Георгіос Склавунос народився в провінції Тіторея, Фтіотида. 1884 року він почав вивчати право в Афінському університеті. Коли через рік університет був закритий через призов на військову службу, Склавунос вирушив до Цюриха, а потім у Баварію, де вступив до медичної школи у Вюрцбурзі. Закінчив її 1891 року зі ступенем кандидата, після чого працював два роки як помічник в інституті анатомії і повернувся за сімейними обставинами у Грецію.
В Афінах він був призначений професором анатомії. Викладав в Афінському університеті в період 1899 по 1938 роки, засновник грецької школи анатомії. З його ініціативи за допомогою студентів було розширено експозицію анатомічного музею, в якому тепер були представлені гіпсові та воскові зліпки кісток, суглобів тощо. Наступником Склавуноса став Георгіос Апостолакіс.
З 1897 року став довічним членом Міжнародної асоціації анатомії, а в 1926 році був обраний членом Афінської академії наук. Головна праця Склавуноса «Анатомія людини» була опублікована 1906 року.

## Вшанування пам'яті
28 листопада 2010 року муніципалітет Амфіклія, Фтіотида, тепер Амфікілія-Елатія за розширеним адміністративним поділом 2011 року, відкрив музей Георгіоса Склавуноса.
Відкриття музею та передача його експонатів відбувалось у співпраці з медичним факультетом Афінського університету. Крім того був встановлений бюст науковця, замовлений грецькими медиками, науковцями Афінського університету П. Скандалакісом і Д. Лаппасом.